# Paweł Jakubiak
Paweł Jakubiak (ur. 28 listopada 1974 w Poznaniu) – polski hokeista na trawie, olimpijczyk.
Syn Marka i Barbary z Głowackich. Ukończył technikum samochodowe w Poznaniu (1995) uzyskując zawód mechanika samochodowego. Karierę sportową związał z klubem - Grunwald Poznań, gdzie jego ojciec kierował sekcją hokeja na trawie. Wraz z Grunwaldem Paweł Jakubiak sięgnął po sześć tytułów mistrza Polski (1994, 1996, 1997, 1999, 2000, 2002), oraz brązowy medal klubowego Pucharu Europy Zdobywców Pucharów (1997). Gra na pozycji obrońcy.
W latach 1995–2002 wystąpił w 102 meczach reprezentacji Polski, strzelając w nich 13 bramek. Uczestniczył w mistrzostwach Europy (1995, 1999), mistrzostwach świata (1998), a także igrzyskach olimpijskich w Sydney (2000, 12. miejsce); w turnieju olimpijskim wystąpił we wszystkich sześciu meczach, strzelił dwie bramki. W roku 1999 wywalczył srebrny medal halowych mistrzostw Europy seniorów.
Ma żonę Kingę i dwóch synów: Dawida i Kacpra.